# Raia-imperador
A raia-imperador (Aetobatus laticeps), é uma espécie de raia pelágica nativa do leste do Oceano Pacífico, sendo considerada uma espécie muito graciosa e dócil quando interagida por mergulhadores. Por muito tempo, acreditou-se que a raia-imperador fosse na verdade a raia-pintada (Aetobatus narinari) que habita as águas subtropicais do leste do Pacífico, porém, estudos taxonômicos mostraram que são espécies distintas, sendo que uma população de raias-imperador da costa do México possa ser na verdade uma nova espécie, o que mostra a diversidade de espécies de raias do gênero Aetobatus.
Essa espécie é nativa do leste do Oceano Pacífico, sendo considerada uma espécie endêmica da região, podendo ser encontrada no Mar de Cortez (Golfo da Califórnia), no México, para as águas temperadas da costa do Peru, incluindo Panamá, Guatemala e El Salvador, com avistamentos em Galápagos e sul da Califórnia, EUA. Recentemente a espécie foi avistada em Rapa Nui (Ilha de Páscoa), leste do triângulo polinésio.